# Tremblay-les-Villages
Tremblay-les-Villages és un municipi francès, situat al departament de l'Eure i Loir i a la regió de Centre – Vall del Loira. L'any 2007 tenia 2.124 habitants.

## Demografia

### Població
El 2007 la població de fet de Tremblay-les-Villages era de 2.124 persones. Hi havia 769 famílies, de les quals 171 eren unipersonals (99 homes vivint sols i 72 dones vivint soles), 194 parelles sense fills, 347 parelles amb fills i 57 famílies monoparentals amb fills.
La població ha evolucionat segons el següent gràfic:
Habitants censats

### Habitatges
El 2007 hi havia 901 habitatges, 785 eren l'habitatge principal de la família, 72 eren segones residències i 43 estaven desocupats. 874 eren cases i 22 eren apartaments. Dels 785 habitatges principals, 651 estaven ocupats pels seus propietaris, 122 estaven llogats i ocupats pels llogaters i 12 estaven cedits a títol gratuït; 5 tenien una cambra, 29 en tenien dues, 113 en tenien tres, 190 en tenien quatre i 448 en tenien cinc o més. 645 habitatges disposaven pel capbaix d'una plaça de pàrquing. A 297 habitatges hi havia un automòbil i a 454 n'hi havia dos o més.

### Piràmide de població
La piràmide de població per edats i sexe el 2009 era:
| Homes | Edats   | Dones |
| ----- | ------- | ----- |
| 0     | 95 o +  | 0     |
| 0     | 90 a 94 | 4     |
| 0     | 85 a 89 | 8     |
| 12    | 80 a 84 | 12    |
| 20    | 75 a 79 | 44    |
| 40    | 70 a 74 | 40    |
| 36    | 65 a 69 | 24    |
| 20    | 60 a 64 | 32    |
| 68    | 55 a 59 | 44    |
| 40    | 50 a 54 | 36    |
| 72    | 45 a 49 | 64    |
| 44    | 40 a 44 | 52    |
| 76    | 35 a 39 | 52    |
| 100   | 30 a 34 | 100   |
| 52    | 25 a 29 | 92    |
| 32    | 20 a 24 | 28    |
| 32    | 15 a 19 | 80    |
| 72    | 10 a 14 | 52    |
| 60    | 5 a 9   | 84    |
| 92    | 0 a 4   | 88    |

## Economia
El 2007 la població en edat de treballar era de 1.380 persones, 1.110 eren actives i 270 eren inactives. De les 1.110 persones actives 1.029 estaven ocupades (558 homes i 471 dones) i 81 estaven aturades (37 homes i 44 dones). De les 270 persones inactives 93 estaven jubilades, 112 estaven estudiant i 65 estaven classificades com a «altres inactius».

### Ingressos
El 2009 a Tremblay-les-Villages hi havia 807 unitats fiscals que integraven 2.230 persones, la mediana anual d'ingressos fiscals per persona era de 19.515 €.

### Activitats econòmiques
Dels 84 establiments que hi havia el 2007, 1 era d'una empresa extractiva, 1 d'una empresa alimentària, 1 d'una empresa de fabricació de material elèctric, 13 d'empreses de fabricació d'altres productes industrials, 14 d'empreses de construcció, 9 d'empreses de comerç i reparació d'automòbils, 4 d'empreses de transport, 3 d'empreses d'hostatgeria i restauració, 2 d'empreses d'informació i comunicació, 3 d'empreses financeres, 1 d'una empresa immobiliària, 16 d'empreses de serveis, 10 d'entitats de l'administració pública i 6 d'empreses classificades com a «altres activitats de serveis».
Dels 19 establiments de servei als particulars que hi havia el 2009, 1 era una oficina de correu, 2 oficines bancàries, 2 tallers de reparació d'automòbils i de material agrícola, 3 paletes, 3 fusteries, 3 lampisteries, 1 electricista, 1 empresa de construcció, 2 perruqueries i 1 restaurant.
Dels 2 establiments comercials que hi havia el 2009, 1 era una botiga de més de 120 m² i 1 una botiga de menys de 120 m².
L'any 2000 a Tremblay-les-Villages hi havia 50 explotacions agrícoles que ocupaven un total de 5.376 hectàrees.

## Equipaments sanitaris i escolars
L'únic equipament sanitari que hi havia el 2009 era una farmàcia.
El 2009 hi havia una escola elemental.

## Poblacions més properes
El següent diagrama mostra les poblacions més properes.